# Delta fluctuans
Delta fluctuans är en stekelart som först beskrevs av Henri Saussure 1852.  Delta fluctuans ingår i släktet Delta och familjen Eumenidae. Inga underarter finns listade i Catalogue of Life.